# Гаряга Олег Олександрович
Оле́г Олекса́ндрович Гаря́га (нар. 20 березня 1978, Будапешт, Угорщина) — голова Шевченківської райдержадміністрації Києва, магістр права, політолог-міжнародник, український громадський діяч.
Співзасновник і директор Інституту Євро-атлантичного співробітництва (2001), ініціатор створення першого часопису «ЄвроАтлантика» (2002). Згодом — депутат Шевченківської районної ради Києва (2006–2010), заступник голови Шевченківської райадміністрації (2009–2010), голова Шевченківської районної організації партії «УДАР».
З 15 липня 2014 р. — голова Шевченківської РДА.

## Освіта
- 8 класів середньої школи № 1 м. Петровськ, Саратовської обл. РСФСР у 1992 р.;
- 9-11 класи середньої школі № 7 м. Умань, Черкаської обл., Україна у 1995 р. з золотою медаллю;
- Київський інститут економіки, управління та господарського права «Крок», юридичний факультет у 1999 р., де здобув спеціальність — правознавство, кваліфікацію — юрист (бакалавр права);
- Київський національний університеті ім. Т. Г. Шевченка, юридичний факультет у 2000 р., спеціальність — правознавство, кваліфікація — юрист (магістр права).

## Трудова діяльність
З грудня 2003 по вересень 2009 — суб'єкт підприємницької діяльності — фізична особа, Київ;
З серпня 2006 по вересень 2009 — генеральний директор ТОВ «Інтеркей Консалтинг», Київ;

## Громадська діяльність
З 2001 по 2014 роки був заступником виконавчого директора, виконавчим і фінансовим директором ГО «Інститут Євро-атлантичного співробітництва», а також членом Громадської ради першого національного часопису міжнародного життя «ЄвроАтлантика».

## Політична діяльність
- 2002–2005 — помічник–консультант народних депутатів України;
- З травня 2005 по травень 2008 — радник Міністра закордонних справ України (поза штатом);
- З серпня 2005 по вересень 2009 — заступник голови Політради Київської міської організації Громадянської партії «ПОРА»;
- З квітня 2006 по жовтень 2010 — депутат Шевченківської районної в м. Києві ради V скликання від Блоку Віталія Кличка, співголова фракції;
- З березня 2007 по вересень 2009 — член Політради Громадянської партії «ПОРА»;
- З листопада 2010 дотепер — депутат Васильківської районної ради Київської області від Політичної партії «УДАР Віталія Кличка»;
- З березня 2012 дотепер — заступник голови Київської міської організації Політичної партії «УДАР Віталія Кличка» та представляє її як голова по Шевченківському районі м. Києва.
- 2014—2015 депутат Київської міської ради VІІ скликання від партії «УДАР»
- 18 вересня 2020 — кандидат у депутати Київської міськради від партії «УДАР» на виборах 2020 року[1]

## Особисте життя
Одружений, виховує доньку (2005 року народження).

## Нагороди і відзнаки
Указом Президента України № 336/2016 від 19 серпня 2016 року нагороджений ювілейною медаллю «25 років незалежності України».